# Stefan IV Lazarević
Stefan IV Lazarević (ur. ok. 1377, zm. 19 lipca 1427 w Crkvine) – władca serbski od 1389 roku.
Był synem i następcą księcia Łazarza, serbskim despotą (bizantyjski tytuł z 1402 roku) oraz wasalem tureckim.
Gdy 15 czerwca 1389 roku jego ojciec poległ w bitwie na Kosowym Polu, Stefan był niepełnoletni. W rezultacie w latach 1389–1393 faktyczną władzę sprawowała jego matka, Milica Hrebeljanović, a Stefan przejął rządy w 1393 r. Dzięki swoim umiejętnościom dyplomatycznym skonsolidował i umocnił państwo oraz zapewnił mu rozwój gospodarczy. Był również mecenasem i organizatorem życia kulturalnego w swoim kraju. Sam również tworzył dzieła literackie, z których najbardziej znany jest poemat prozą Słowo miłości (powstały w 1404 lub 1409 r.). Przypisuje mu się też autorstwo liryczno-epickiego panegiryku ku czci ojca Napis na słupie kosowskim. Stefan Lazarević był także tłumaczem literatury greckiej. Zmarł w Crkvine, wzniesiono tamże marmurowy nagrobek w 1427 roku, który zachował się do dziś. Sam despota został jednak pochowany w klasztorze Manasija.
W 1927 został kanonizowany przez Serbski kościół prawosławny. Nadano mu przydomek „Wielki”. 